# Emerkingen
Emerkingen település Németországban, azon belül Baden-Württembergben. Lakosainak száma 848 fő (2023. december 31.).

## Népesség
A település népessége az elmúlt években az alábbi módon változott:
| Lakosok száma | 492  | 537  | 572  | 595  | 648  | 733  | 769  | 831  | 817  | 848  |
|               | 1961 | 1967 | 1974 | 1980 | 1987 | 1993 | 2000 | 2006 | 2013 | 2023 |